# Black Mass Krakow 2004
Black Mass Krakow 2004 es un DVD en directo de la banda noruega de black metal, Gorgoroth. Fue publicado el 9 de junio en Europa y el 8 de julio en EUA. El DVD contiene el polémico concierto grabado en Cracovia, Polonia. También incluye: fotos en vivo del Full Force Festival en Leipzig en el año 2000, la biografía de la banda, discografía y galería de fotos, enlaces a páginas web, y Dolby 5.1 Surround Sound..

## Lista de canciones
| N.º   | Título                            | Letras   | Música       | Álbum                  | Duración |  |
| 1.    | «Procreating Satan»               | Gaahl    | Kvitrafn     | Twilight of the Idols  |          |  |
| 2.    | «Forces of Satan Storms»          | Infernus | King ov Hell | Twilight of the Idols  |          |  |
| 3.    | «Possessed (by Satan)»            | Infernus | Infernus     | Antichrist             |          |  |
| 4.    | «Bergtrollets Hevn»               | Hat      | Infernus     | Antichrist             |          |  |
| 5.    | «The Rite of Infernal Invocation» | Infernus | Infernus     | Under the Sign of Hell |          |  |
| 6.    | «Profetens Åpenbaring»            | Infernus | Infernus     | Under the Sign of Hell |          |  |
| 7.    | «Of Ice and Movement...»          | Gaahl    | Kvitrafn     | Twilight of the Idols  |          |  |
| 8.    | «Ødeleggelse og Undergang»        | Infernus | Infernus     | Under the Sign of Hell |          |  |
| 9.    | «Blood Stains the Circle»         | Infernus | Infernus     | Under the Sign of Hell |          |  |
| 10.   | «Unchain My Heart!!!»             | Infernus | Infernus     | Incipit Satan          |          |  |
| 11.   | «Revelation of Doom»              | Infernus | Infernus     | Under the Sign of Hell |          |  |
| 12.   | «Destroyer»                       | Infernus | Tormentor    | Destroyer              |          |  |
| 13.   | «Incipit Satan»                   | Gaahl    | Tormentor    | Incipit Satan          |          |  |
| 54:58 |                                   |          |              |                        |          |  |

## Miembros
- Gaahl - voz
- Infernus - guitarra
- King ov Hell - bajo
- Kvitrafn - batería
- Apollyon - guitarra